# Air Tiris
Air Tiris is een bestuurslaag in het regentschap Kampar van de provincie Riau, Indonesië. Air Tiris telt 6122 inwoners (volkstelling 2010).